# Saudiarabiens herrlandslag i ishockey
Saudiarabiens herrlandslag i ishockey representerar Saudiarabien i ishockey på herrsidan och kontrolleras av Saudiarabiens ishockeyförbund.

## Historik
Laget spelade sin första match den 25 maj 2010, då man slog Kuwait med 10-3 i Kuwait.

### Fotnoter
1. ↑  ”National Teams of Ice Hockey”. Arkiverad från originalet den 6 juni 2012. https://web.archive.org/web/20120606130332/http://nationalteamsoficehockey.com/uploads/Saudi_Arabia_All_Time_Results.pdf. Läst 29 augusti 2011.